# 유네스코 한국위원회
유네스코한국위원회(Korean National Commission for UNESCO)는 대한민국에서의 유네스코 활동을 촉진하고, 유네스코와 대한민국 정부, 교육·과학·문화 등 관련 분야 전문기관·단체 간의 연계·협력을 원활하게 하기 위하여 1954년 1월 30일 설립되었다. <유네스코 활동에 관한 법률>에 따라 위원장(교육부 장관), 부위원장 5인(4개 부처 차관 및 총회 선출 1인), 사무총장을 포함한 위원 60명 이내로 구성되며, 최고의결기구인 총회, 집행감독기구인 집행위원회, 위원회의 효율적인 활동 수행을 위한 분과위원회 및 전문위원회와, 위원회의 사무를 처리하는 사무처, 위원회의 업무와 회계를 검사하는 감사 2인을 두고 있다. 서울특별시 중구 명동길 (유네스코길) 26에 유네스코회관과 경기도 이천시 매곡리에 유네스코평화센터 (연수시설)를 두고 있다.

## 설립 근거
- 유네스코헌장[1]
- 유네스코 활동에 관한 법률[2]

## 연혁
- 1945년 11월 16일 유네스코(UNESCO) 창설
- 1950년 6월 14일 대한민국, 유네스코 가입
- 1953년 7월 6일 한국유네스코위원회 설치령 공포
- 1954년 1월 30일 유네스코 한국위원회 창립
- 1957년 4월 24일 주 유네스코 한국대표부 설치
- 1963년 4월 27일 유네스코 활동에 관한 법률 공포
- 1967년 2월 17일 유네스코회관(서울 명동) 준공
- 1977년 7월 18일 유네스코 청년원(경기도 이천) 개원
- 1982년 10월 27일 한국유네스코협회연맹 창립
- 1987년 11월 8일 한국, 유네스코 집행이사국 첫 피선
- 2000년 5월 27일 서울 청소년 문화교류 센터(MIZY) 설립
- 2000년 8월 26일 아시아·태평양 국제이해교육원 (APCEIU) 설립
- 2008년 11월 14일 지구촌 평화마을 개원 (경기도 이천)
- 2020년 12월 26일 제21대 한경구 사무총장 취임

## 주요 업무
- 국가 및 지방자치단체, 유네스코 활동 관련 분야의 기관·단체와 개인의 유네스코 활동의 참여 진작
- 유네스코 활동과 관련된 정부의 정책 수립, 국제 협약의 체결 등에 필요한 사항의 조사·심의 및 관계 중앙행정기관의 장에 대한 건의·자문
- 유네스코 총회에 제출할 의안의 작성, 유네스코 총회에 파견할 대표의 선정 등에 관한 심의 후 관계 중앙행정기관의 장에 대한 건의
- 유네스코 총회 등 유네스코 활동과 관련된 국제회의에서 결정된 사항의 국내 이행에 관한 사항의 심의 및 그 이행 방안과 관련하여 관계 중앙행정기관의 장에 대한 건의
- 유네스코 활동과 관련된 국내외 기관·단체와의 협력 및 유네스코와 관련된 사업·활동의 수행과 그 조정
- 유네스코 회관의 관리·운영과 그 밖에 유네스코 활동에 필요한 재원을 마련하기 위한 사업
- 그 밖에 유네스코 활동의 촉진을 위하여 필요한 사업

## 조직

### 위원장
위원장은 교육부장관이 된다.

### 부위원장 (5인)
- 교육부 차관
- 과학기술정보통신부 차관 중 1인
- 외교부 차관 중 1인
- 문화체육관광부 차관 중 1인
- 위원 중 총회에서 선출하는 1인

### 총회 (위원 60인 이내)
- 위원장, 부위원장(5인), 사무총장
- 유네스코 활동과 관련된 기관ㆍ단체가 선임하는 대표자 20인 이내
- 유네스코 활동과 관련된 전문가 20인 이내
- 국회의장이 지명하는 국회의원 6인 이내
- 유네스코 활동과 관련하여 관계 중앙행정기관의 장이 추천하는 공무원 중 4인
- 유네스코 활동과 관련하여 지방자치단체의 장이 추천하는 공무원 중 4인

### 집행위원회 (집행위원 19인)
- 위원장, 부위원장(5인), 사무총장
- 기관.단체 대표자 및 전문가 자격으로 위촉된 위원 중 총회에서 선출하는 10인
- 중앙행정기관 공무원 자격으로 위촉된 위원 중 위원장이 지명하는 2인

### 분과위원회
- 교육분과
- 인문사회·자연과학분과
- 문화·정보커뮤니케이션분과

### 전문위원회
- 유네스코지속가능발전교육 한국위원회

### 사무총장

#### 미래혁신본부
- 기획조정실
- 경영지원실
- 후원홍보센터

#### 지적연대본부
- 유네스코의제정책센터
- 네트워크사업실
- 국제협력사업실

#### 감사실
한국유네스코연구소

## 같이 보기
- 유네스코
- 국제기록유산센터
- 세계유산
- 세계기록유산
- 인류무형문화유산
- 생물권보전지역
- 세계지질공원
- 세계 책의 수도
- 유네스코 창의도시 네트워크
- 유네스코 글로벌 학습도시 네트워크
- 유네스코 학습도시상
- 유네스코 세종대왕 문해상
- 유네스코 직지상
- 국제 기념일